# Manuski jezici
Manuski jezici, skupina od (22) istočnoadmiralitetska jezika koja se govore u Papui Novoj Gvineji u provinciji Manus. Sastoji se od tri glavne podskupine, viz.:
a. istok/East (12): andra-hus, elu, ere,  kele, koro, kurti, leipon,  lele, nali, papitalai, ponam, titan,
b. mokoreng-loniu (2): loniu, mokerang;
c. zapad/West (8): bipi, hermit, khehek, likum, mondropolon, nyindrou,  sori-harengan, tulu-bohuai.

## Vanjske poveznice
- Ethnologue (14th)
- Ethnologue (15th)